# Iglesia del Calvario (Campo Valdés)
La Iglesia del Calvario es un templo colombiano de culto católico, ubicado en el barrio Campo Valdés, en la comuna nororiental de Medellín. Pertenece a la jurisdicción eclesiástica de la Arquidiócesis de Medellín.
De estilo neorrománico, evoca en sus proporciones y en su estructura a la Catedral Metropolitana de Medellín.

## Historia

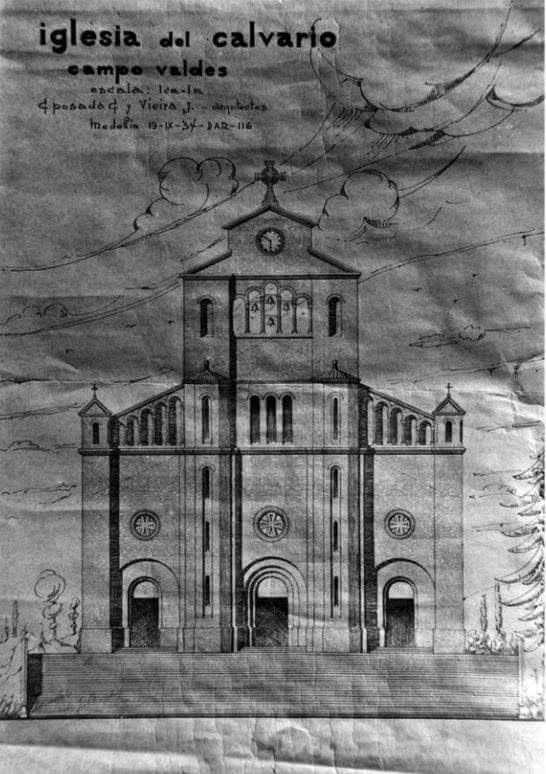
Fachada inicial de la Parroquia del Calvario.

En el año 1925 se empezaba a vislumbrar lo que es hoy el barrio , con calles amplias y bien trazadas.Doña Eliza Arango de Cook dono los terrenos para el templo ,casa cural y parque, ella para perpetuar su nombre lo llamo Campo Valdes en honor a Antonio Arango Valdes, fundador de ese apellido en Colombia, quien se estableció en 1660 y fue uno de los principales fundadores de la villa de la candelaria.
Campo valdes en sus inicios recibió asistencia espiritual dominical con profesores del seminario, hacia el mes de febrero del año de 1934 Monseñor Manuel José Caicedo Martínez otorga la licencia para construir el templo de campo valdes en un lote de 40 varas por 80 de centro para brindar asistencia espiritual a 4464 personas residentes en 720 casas según el censo de 1928. Monseñor Caycedo nombra una junta preconstrucción del templo y nombra como director al padre Eduardo Diez Estrada.
Para el mes de marzo del mismo año se convino hacer una capilla provisional en madera, techo de paja, la imagen del Santo Cristo donada por las madres carmelitas y un altar sencillo para algunos oficios religiosos en el lugar donde anteriormente funcionaba el Liceo Atanasio Girardot. En el mes de abril se abre el libro de caja del templo. La primera donación la otorgó Fabricato además se asientan dineros recolectados en rifas, talleres de costura, venta de bazares, entre otras actividades.

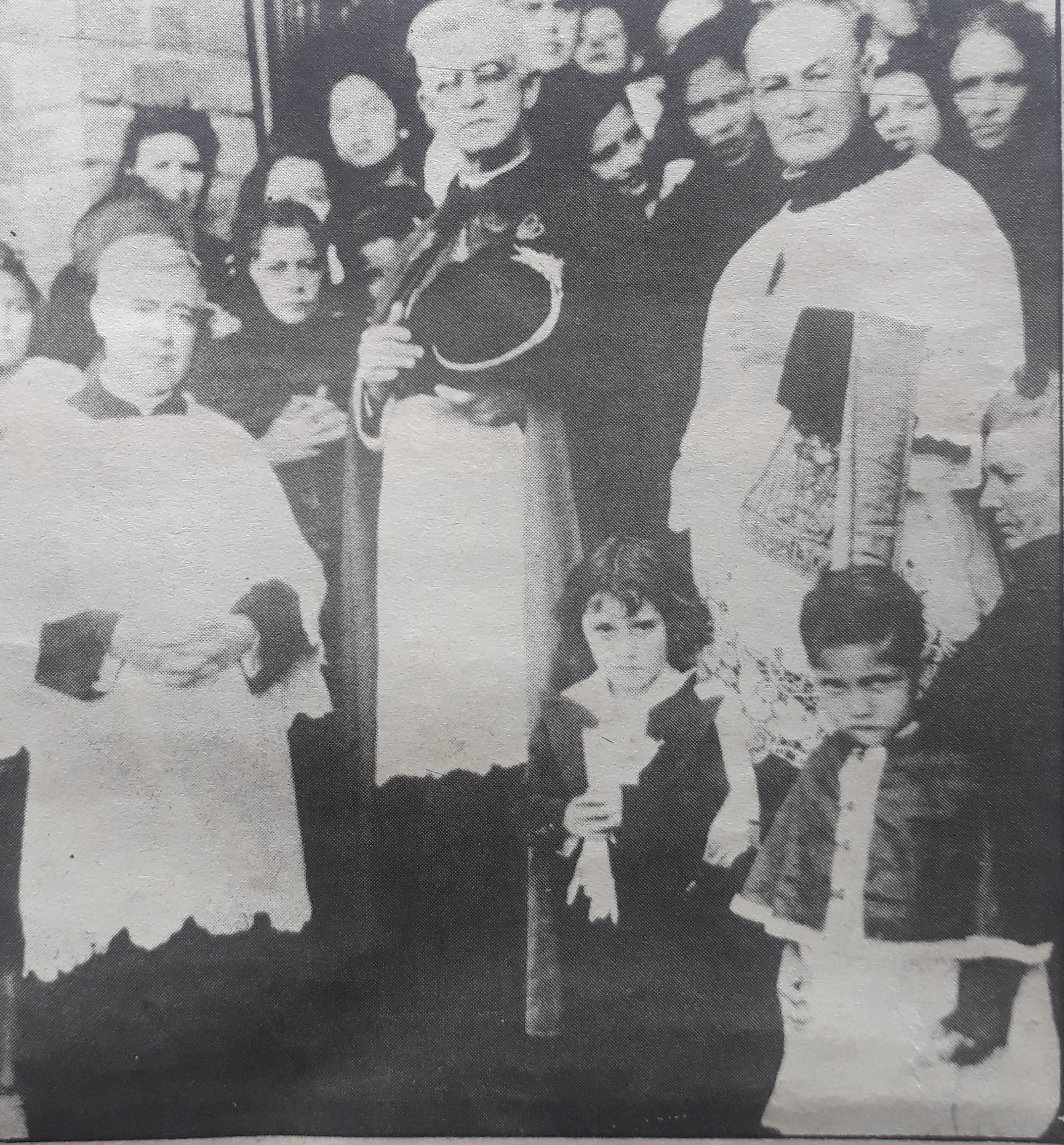

En uno de dichos bazares fue donada la suma de 50 000 pesos por el señor Carlos Peláez en ofrenda a el "templo del señor crucificado", con ellos se iniciaron las obras de construcción.
En el mes de noviembre del año 1936 el arzobispo Tiberio de Jesús Salazar y herrera coloca la primera piedra del templo, los planos los elabora el mismo donador, Doctor Juan de Dios Cook Arango junto con el maestro Sixto Ospina. Al principio se pensó en realizar el templo inspirado en la catedral basílica metropolitana, sin embargo al llegar a la construcción de las  dos torres don sixto consideró que el terreno era muy húmedo e inestable para soportar el eso peso; así  que convenció a el padre Eduardo Diez para que fuera construida una sola torre que hizo más liviana la estructura.
Para época los vehículos de transporte solo llegaban hasta la calle 72 así que los vecinos se organizaron en convites, hombres, mujeres y niños para ir pasando de mano en mano los adobes hasta la calle 77 en donde se construía el templo.
Hacia el mes de diciembre de 1941 por decreto 362 de la Arquidiócesis de Medellín, Monseñor Tiberio de Jesús Salazar y Herrera decreta la creación de la parroquia de el calvario, la cual se desmembró de las parroquias, La Veracruz, El Sufragio, Copacabana y bello. En el mes de enero de 1942 empieza a funcionar la parroquia con un campo de acción apostólico para una población de 23 mil habitantes.

## Patronos de la Parroquia
La licencia de la construcción de la parroquia el Calvario de Campo Valdés redactada en latín, la cual fue expedida el 28 de febrero de 1934 fueron asignados como patronos:"D.N.J.C Cruxificaxum et S. Joannem Nepomucenum" (Nuestro Dios Jesucristo Crucificado y San Juan Nepomuceno), el santo Cristo se encuentra en la nave derecha del templo mientras que san Juan Nepomuceno se encuentra en la nave izquierda donde se encuentra el santísimo.

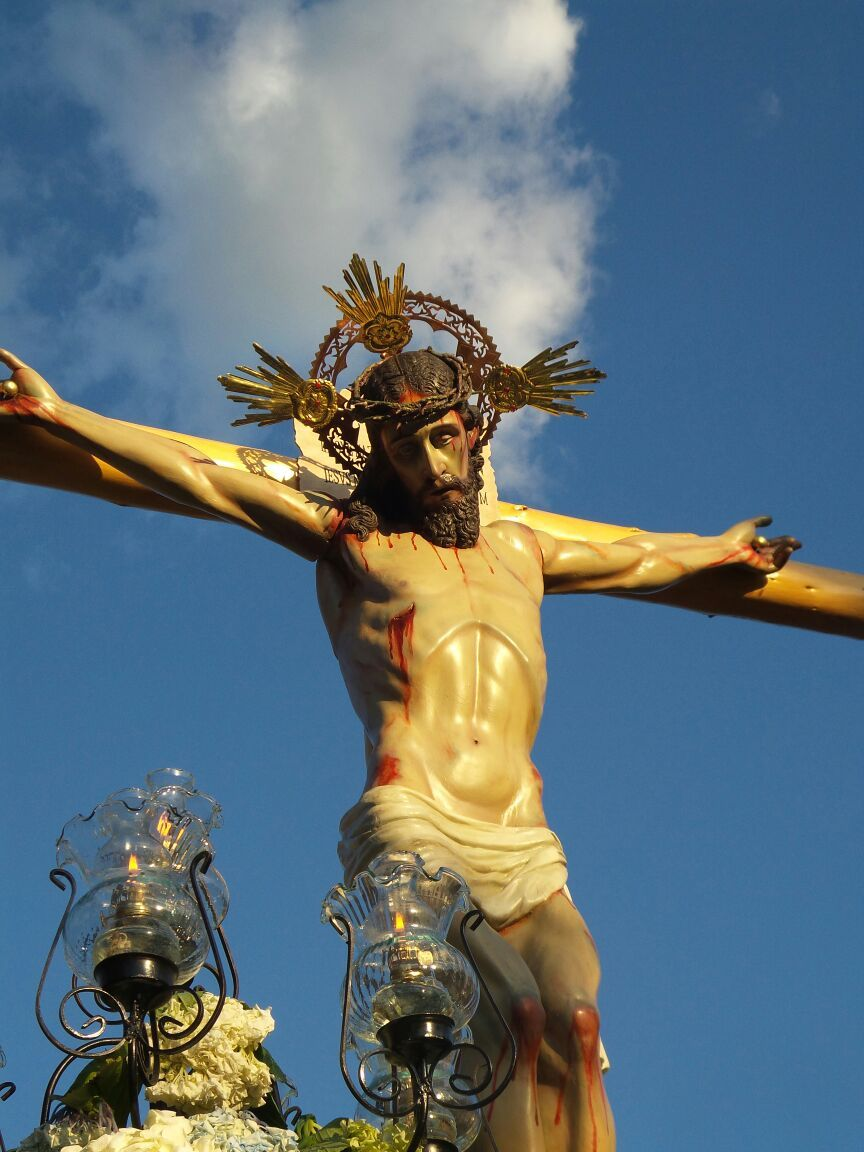
Imagen del santo Cristo en su tradicional procesión anual.